# Nippon Professional Baseball 2022
La stagione 2022 della Nippon Professional Baseball (NPB) è iniziata il 25 marzo ed è terminata il 30 ottobre 2022.
Le Japan Series sono state vinte per la quinta volta nella loro storia dai Orix Buffaloes, che si sono imposti sugli Tokyo Yakult Swallows per 4 partite a 2.

## Regular season

### Central League
| Squadra                | Partite | Vittorie | Sconfitte | Pareggi | Perc. | GB   |
| ---------------------- | ------- | -------- | --------- | ------- | ----- | ---- |
| Tokyo Yakult Swallows  | 143     | 80       | 59        | 4       | .576  | —    |
| Yokohama DeNA BayStars | 143     | 73       | 68        | 2       | .518  | 8.0  |
| Hanshin Tigers         | 143     | 68       | 71        | 4       | .489  | 12.0 |
| Yomiuri Giants         | 143     | 68       | 72        | 3       | .486  | 12.5 |
| Hiroshima Toyo Carp    | 143     | 66       | 74        | 3       | .471  | 14.5 |
| Chunichi Dragons       | 143     | 66       | 75        | 2       | .468  | 15.0 |

### Pacific League
| Squadra                      | Partite | Vittorie | Sconfitte | Pareggi | Perc. | GB   |
| ---------------------------- | ------- | -------- | --------- | ------- | ----- | ---- |
| Orix Buffaloes               | 143     | 76       | 65        | 2       | .539  | —    |
| Fukuoka SoftBank Hawks       | 143     | 76       | 65        | 2       | .539  | 0.0  |
| Saitama Seibu Lions          | 143     | 72       | 68        | 3       | .514  | 3.5  |
| Tohoku Rakuten Golden Eagles | 143     | 69       | 71        | 3       | .493  | 6.5  |
| Chiba Lotte Marines          | 143     | 69       | 73        | 1       | .486  | 7.5  |
| Hokkaido Nippon-Ham Fighters | 143     | 59       | 81        | 3       | .421  | 16.5 |

|  | 1º della regular season e qualificato alle finali delle Climax Series |
|  | Qualificati alle semifinali delle Climax Series                       |

## Post season
|  | Climax Series - semifinali | Climax Series - semifinali | Climax Series - semifinali |                        |                       | Climax Series - finali | Climax Series - finali | Climax Series - finali |  |  | Japan Series | Japan Series | Japan Series |  |
|  |                            |                            |                            |                        |                       |                        |                        |                        |  |  |              |              |              |  |
|  |                            |                            |                            |                        |                       | C1                     | Tokyo Yakult Swallows  | 4                      |  |  |              |              |              |  |
|  |                            |                            |                            |                        |                       | C1                     | Tokyo Yakult Swallows  | 4                      |  |  |              |              |              |  |
|  |                            |                            |                            | Hanshin Tigers         | 0                     |                        |                        |                        |  |  |              |              |              |  |
|  | C2                         | Yokohama DeNA BayStars     | 1                          | Hanshin Tigers         | 0                     |                        |                        |                        |  |  |              |              |              |  |
|  | C2                         | Yokohama DeNA BayStars     | 1                          |                        |                       |                        |                        |                        |  |  |              |              |              |  |
|  | C3                         | Hanshin Tigers             | 2                          |                        |                       |                        |                        |                        |  |  |              |              |              |  |
|  | C3                         | Hanshin Tigers             | 2                          |                        | Tokyo Yakult Swallows | Tokyo Yakult Swallows  | 2                      |                        |  |  |              |              |              |  |
|  |                            |                            |                            |                        |                       |                        |                        |                        |  |  |              |              |              |  |
|  |                            |                            | Orix Buffaloes             | Orix Buffaloes         | 4                     |                        |                        |                        |  |  |              |              |              |  |
|  |                            |                            |                            | Orix Buffaloes         | 4                     |                        |                        |                        |  |  |              |              |              |  |
|  |                            |                            |                            |                        |                       |                        |                        |                        |  |  |              |              |              |  |
|  |                            |                            |                            |                        |                       |                        |                        |                        |  |  |              |              |              |  |
|  |                            | P1                         | Orix Buffaloes             | 4                      |                       |                        |                        |                        |  |  |              |              |              |  |
|  |                            |                            |                            | 4                      |                       |                        |                        |                        |  |  |              |              |              |  |
|  |                            |                            |                            | Fukuoka SoftBank Hawks | 1                     |                        |                        |                        |  |  |              |              |              |  |
|  | P2                         | Fukuoka SoftBank Hawks     | 2                          | Fukuoka SoftBank Hawks | 1                     |                        |                        |                        |  |  |              |              |              |  |
|  | P2                         | Fukuoka SoftBank Hawks     | 2                          |                        |                       |                        |                        |                        |  |  |              |              |              |  |
|  | P3                         | Saitama Seibu Lions        | 0                          |                        |                       |                        |                        |                        |  |  |              |              |              |  |

## Campioni
| Japan Series 2022 Orix Buffaloes quinto titolo |

## Premi
- Miglior giocatore della stagione

|    | Giocatore          | Squadra               |
| -- | ------------------ | --------------------- |
| CL | Munetaka Murakami  | Tokyo Yakult Swallows |
| PL | Yoshinobu Yamamoto | Orix Buffaloes        |

- Rookie dell'anno

|    | Giocatore          | Squadra             |
| -- | ------------------ | ------------------- |
| CL | Taisei Ota         | Yomiuri Giants      |
| PL | Yoshinobu Mizukami | Saitama Seibu Lions |

- Miglior giocatore delle Japan Series

| Giocatore       | Squadra        |
| --------------- | -------------- |
| Yutaro Sugimoto | Orix Buffaloes |